# ویندروز ایرلاینز
ویندروز ایرلاینز (به انگلیسی: Windrose Airlines) یک شرکت هواپیمایی با کد یاتا 7W است که در ۲۸ اکتبر ۲۰۰۳ میلادی تأسیس شده‌است. دفتر مرکزی ویندروز ایرلاینز در کی‌یف، اوکراین واقع شده‌است.